# عبدالحی منشی استرآبادی
عبدالحی منشی استرآبادی (درگذشته ۹۰۷ قمری) از خوشنویسان پرآوازه سده نهم هجری است که در خط تعلیق شهرت پیدا کرد و برخی او را واضع این خط می‌دانند.
عبدالحی در زمان سلطان ابوسعید گورکانی می‌زیست و منشی دربار وی بود. او مدتی هم در دربار اوزون حسن و سلطان یعقوب آق قویونلو به‌کار انشاء مشغول بود.
وی در تبریز درگذشت و در آرامگاهی مشهور به عبدالحیه دفن شد.

## شاگردان و اساتید
عبدالحی منشی استرآبادی از شاگردان جعفر تبریزی معروف به جعفر بایسنقری بود.
شاگردان معروف او حاج علی منشی استرآبادی، خواجه‌ خان طغرائی قزوینی، شیخ محمد تمیمی و میرمحمد منشی قمی هستند.

## آثار
از آثار عبدالحی منشی استرآبادی چند قطعه در کتابخانهٔ توپ قاپی سرای ترکیه موجود است که بیشتر به خط تعلیق و برخی به خط توقیع است و یکی از آنها تاریخ ۸۷۰ ه‍.ق دارد.